# Károly Huszár

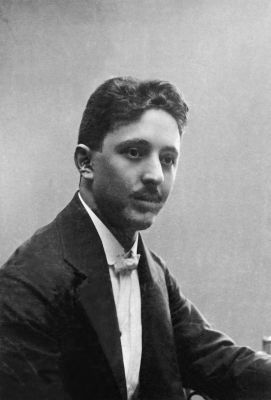
Károly Huszár (um 1910)

Károly Huszár von Sárvár (* 10. September 1882 in Nußdorf am Attersee; † 27. Oktober 1941 in Budapest, Ungarn) war ein ungarischer Politiker, der als Ministerpräsident und kommissarisches Staatsoberhaupt von Ungarn von November 1919 bis März 1920 diente. Seine Amtszeit fiel in eine Periode von Revolutionen und Interventionen in Ungarn (1918–1920) unmittelbar nach dem Ersten Weltkrieg, in einer Zeit, in der die Regierung häufig wechselte.

## Leben
Huszár erhielt eine Ausbildung als Lehrer und engagierte sich ab 1903 bei der Christlich-Sozialistischen Partei (Keresztényszocialista Párt).
Zwischen 1910 und 1918 war er Abgeordneter der Christlich Nationalen Partei (Keresztény Nemzeti Párt) im Ungarischen Parlament und Chefredakteur der Parteizeitung Néppart. Als Freiwilliger kämpfte er im Ersten Weltkrieg. Im Kabinett von János Hadik, dem letzten Kabinett des Königreich Ungarn, übernahm er kurzzeitig das Ministerium für Erziehung und Religion.
Nach der Gründung der Ungarischen Räterepublik im März 1919 wurde er verhaftet, jedoch bald wieder entlassen und ging ins Exil nach Wien. Nach dem Ende der Räterepublik übernahm er nochmals das Ministerium für Erziehung und Religion in der Regierung von István Friedrich zwischen August und November 1919. Zu dieser Zeit war er einer der Führer der Christlichen Nationalen Unionspartei (Keresztény Nemzeti Egyesülés Pártja – KNEP), der wichtigsten regierenden Partei der 1920er in Ungarn.

## Regierung

### Kabinettsbildung

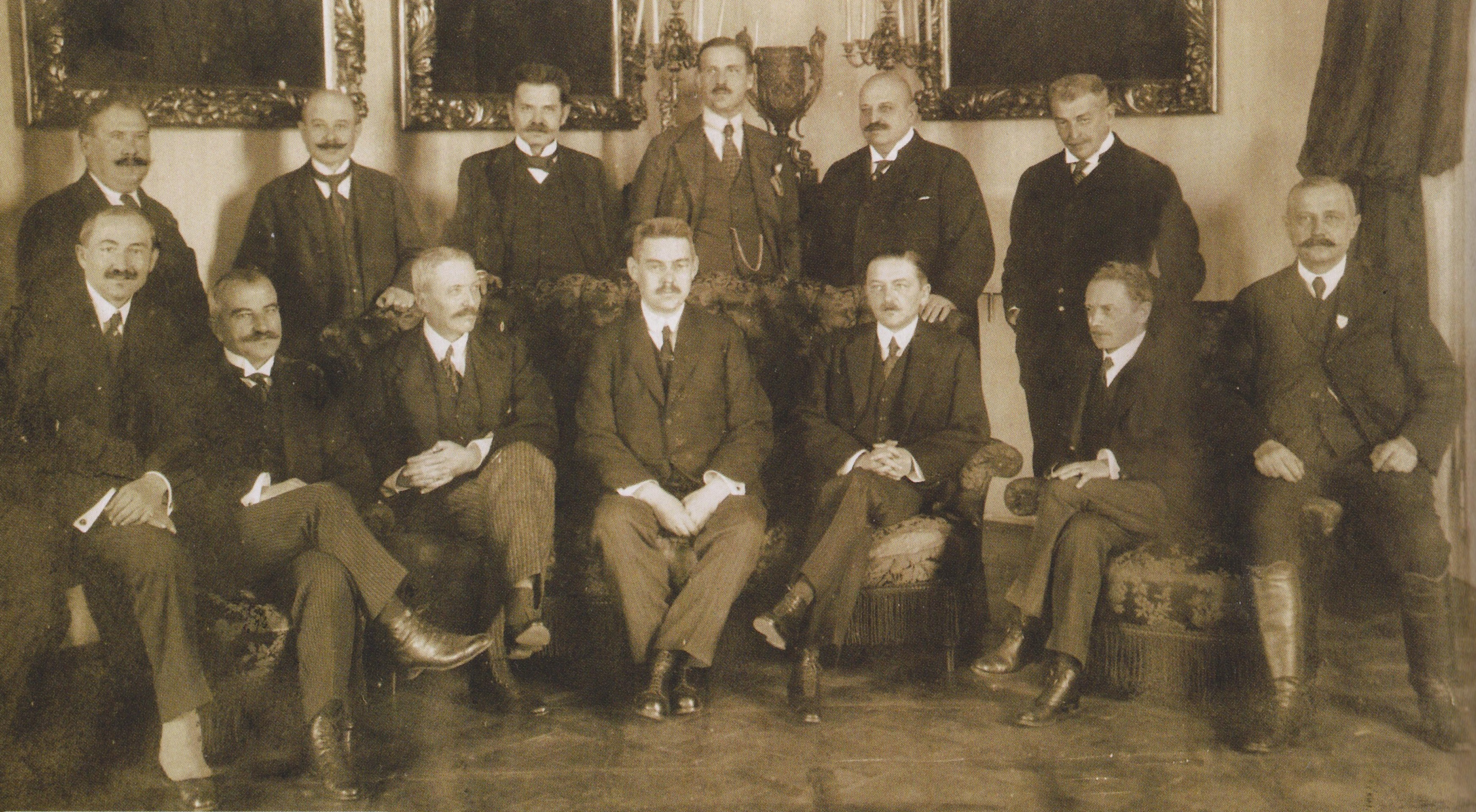
Das Kabinett Huszár.

Die kleine konterrevolutionäre Königlich Ungarische Armee unter Miklós Horthy marschierte zwei Tage nach dem Rückzug der rumänischen Armee am 14. November 1919 in Budapest ein. Aufgrund der Vermittlung des Gesandten der Entente, wurde am 23. November eine Koalitionsregierung mit Huszár als Ministerpräsident gebildet. Der frühere Ministerpräsident, István Friedrich, wurde aus dem Amt enthoben, auch weil seine Ambitionen mit denen von Horthy im Konflikt standen. Zudem hatte Horthy wenig Vertrauen zu ihm, weil er Mihály Károlyi nahe stand. Die neue Regierung integrierte auch die Partei der Kleinbauern, die National-Demokraten (Liberale) und Sozial-Demokraten. Die Regierung sollte nur übergangsweise bis zur Ausrichtung von Neuwahlen bestehen. Für Neuwahlen sollte die Wahlberechtigung auf 39,2 % der Bevölkerung ausgeweitet werden und das erste Mal auch Frauen einschließen, sowie als Geheime Wahl stattfinden. Friedrich verblieb im Ministerrat und wurde der Verantwortliche für Verteidigung, eine Position die bedeutungslos war, weil die Armee Horthy gehorchte. Seine Partei, die KNEP, hielt jedoch die meisten und die wichtigsten Posten. Friedrich und die Unterstützer der KNEP (Hochadel des Nordens und Westens, Katholische Kirche) hätten die Macht durch Kontrolle des Kabinetts weiter fest in Händen gehabt, hätte Horthy nur sein Versprechen wahr gemacht, die Kontrolle vom Militär an die Regierung zu übertragen.
Die Exekutive hatte aber nur wenig Einfluss auf die Banden, die kreuz und quer durch Ungarn zogen und überall Weißen Terror verbreiteten. Opfer waren oft auch Juden. Im Dezember setzte Huszár ein Gesetz in Kraft, wonach jede Person festgenommen werden konnte, die eine „Gefahr für die öffentliche Ordnung darstellte“. Daraufhin wurden tausende Personen ohne Anklage festgenommen, inklusive der meisten Sozial-Demokraten, die sich noch im Land aufhielten.

### Parlamentswahlen und Regierung Horthy
Aufgrund der Verfolgung und in Folge mangelnder Unterstützung auf dem Land entschieden die Sozial-Demokraten in der Wahl nicht anzutreten. Die progressiven Parteien siegten. Die Sozial-Demokraten waren überhaupt nur aufgrund der schwierigen Situation im Land an die Macht gekommen, mit dem Ziel, die konterrevolutionären Tendenzen moderat zu gestalten. Aber am 18. Dezember 1919 mussten sie ihre Minister aus dem Kabinett abziehen, was bis zum 15. Januar erfolgte. Danach kam es zu politischen Gerichtsverfahren, Unregelmäßigkeiten bei den Wahlen und Angriffen auf die Presseorgane der Partei.
Die Wahlen im Januar gaben der Partei der Kleinbauern eine kleine Mehrheit im Gegensatz zu den Habsburgern und gegen die Christlich-Nationale Einheitspartei, die monarchisch und dynastisch gesinnt war. Das Resultat nahm eine zukünftige Krise zwischen beiden Tendenzen vorweg, obwohl die Mehrheit der Bevölkerung kein Interesse daran hatte, denn die politische Situation drohte sie in Armut zu führen. Am 1. März 1920 und nach einer politischen Kampagne für Horthy und der Einschüchterung des Parlaments, stimmten sie in überwältigender Mehrheit für Miklós Horthy als Kandidaten für den neuen Posten des Reichsverwesers von Ungarn (131 von 141 Stimmen). Truppen, die Horthy treu ergeben waren, umzingelten das Parlament während der Abstimmung. Huszár stellte sich auf die Seite von Horthy, gegen diejenigen, die das k.u.k.-Regime zurückhaben wollten.

### Friedensvertrag
Die Regierung wurde eingeladen an der Pariser Friedenskonferenz 1919 teilzunehmen. Sowohl Horthy, als auch Huszár waren davon überzeugt, dass der Friedensvertrag notwendig sei, dessen Konditionen der Ungarischen Delegation am 16. Januar präsentiert wurden. Die Konferenz hatte die Bedingungen bereits etwa ein Jahr vorher festgelegt, auf der Basis des Selbstbestimmungsrecht der Völker, ungeachtet anderer Kriterien wie Geographie oder Wirtschaft. Die Regierung von Huszár dementierte, dass Minderheiten sich benachbarten Ländern anschließen wollten und behauptete, dass diese in bestimmten Gebieten, die ihnen zugeteilt würden, auch die Mehrheit stellen würden. Er beantragte die Durchführung von Plebisziten (Oktober–Februar 1920). Die Friedenskonferenz wies diese Behauptungen jedoch einen Monat später zurück und bestätigte am 6. März den Wortlaut des Vertrags. Am 14. März 1920 übernahm eine neue Koalitionsregierung der linken und rechten Kräfte unter Sándor Simonyi-Semadam die Amtsgeschäfte. Huszár trat an diesem Tag zurück, damit er die Verträge nicht unterzeichnen musste.
Während der Regierungszeit von Simonyi-Semadam (Act I, 1920) blieb die Habsburger Monarchie in Ungarn abgeschafft, Ungarn wurde offiziell von der Ersten Österreichischen Republik getrennt und Staatsoberhaupt wurde Regent Miklós Horthy (ab 1. März 1920). Alle Gesetze, die während der Ungarischen Volksrepublik unter Mihály Károlyi, Gyula Peidl und während der Zeit der Ungarischen Sowjetrepublik erlassen worden waren, wurden widerrufen.

### Späteres Leben
Zwischen 1920 und 1927 war Huszár Abgeordneter und Vizepräsident der Ungarischen Nationalversammlung. Danach war er bis 1934 als Präsident des Landessozialversicherungsinstituts (Országos Társadalombiztosító Intézet) Mitglied des Oberhauses. Er zog sich schrittweise aus der Politik zurück und starb am 27. Oktober 1941 in Budapest.